# Săftica
Săftica – wieś w Rumunii, w okręgu Ilfov, w gminie Balotești. W 2011 roku liczyła 1509 mieszkańców.